# Airco DH.6
El Airco DH.6 fue un biplano de entrenamiento militar británico utilizado por el Real Cuerpo Aéreo durante la Primera Guerra Mundial. Conocidos por varios apodos, entre ellos "Clutching hand" y "Skyhook", muchos sobrevivieron para ser utilizados como aviones ligeros civiles en la era de la posguerra.

## Diseño y desarrollo
El DH.6 fue diseñado específicamente como entrenador militar, en una época en la que era habitual utilizar modelos de aviones obsoletos para realizar esta función. Parece que Geoffrey de Havilland tuvo dos criterios de diseño en mente. El primero era que debía ser barato y fácil de construir y, sobre todo, sencillo de reparar después de los accidentes habituales en las unidades de entrenamiento. Las alas superior e inferior tenían formas cuadradas y eran intercambiables, por lo que las escarapelas a menudo estaban ubicadas en posiciones inusuales. Estaban muy arqueadas y arriostradas mediante cables en lugar de alambres aerodinámicos. En la versión original del modelo no existía decalaje. Incluso el empenaje y el timón, en el prototipo con el habitual contorno curvo de De Havilland, fueron cortados a escuadra en las máquinas de producción. La estructura del fuselaje era una caja recta sin ningún intento de refinamiento del contorno: el instructor y el alumno se sentaban en tándem en asientos de mimbre en una única cabina, espartana incluso para los estándares de la época. El motor estándar era el fácilmente disponible RAF 1a de 67 kW (90 hp). Debido a su uso en el B.E.2, el motor era familiar para los mecánicos del RFC. No se utilizó capota y se instalaron tubos de escape rectos y ascendentes. Cuando las existencias del RAF 1a se agotaron, se instalaron otros motores, incluido el Renault de 60 kW (80 hp).
El segundo criterio de diseño fue que el nuevo entrenador debería ser relativamente seguro de volar, tanto para el estudiante como para su instructor. Los instructores del RFC de la época se referían a los pilotos estudiantes como "hunos" (el término normalmente aplicado a los aviadores alemanes) y las bajas en las escuelas de entrenamiento eran elevadas. Para mejorar la seguridad, el instructor podía desacoplar los controles del estudiante para evitar tener que luchar con él. Las características de vuelo del nuevo entrenador fueron seleccionadas para lograr la seguridad deseada. De Havilland había llevado a cabo una amplia investigación sobre estabilidad y control en aeronaves mientras estuvo en la Royal Aircraft Factory, que le ayudó a diseñar una aeronave segura, pero deliberadamente inestable. Como resultado, el DH.6 poseía unas características de vuelo muy suaves y probablemente era el avión más "indulgente" de su época, permitiéndose volar "en estilo cangrejo" en virajes incorrectamente alabeados y capaz de mantener un vuelo sostenido a velocidades tan bajas como 48 km/h.
De hecho, el DH.6 fue descrito como "demasiado seguro" para ser un buen entrenador, ya que su reacción al pilotaje inexperto era demasiado suave para preparar a los pilotos para aviones de caza como el Sopwith Camel, cuyo manejo era inusualmente difícil incluso para la época. Debido a su baja potencia, su robusta construcción y su falta de aerodinámica, su velocidad máxima era muy baja.

### Producción en tiempos de guerra
Durante la guerra se construyeron al menos 2282 DH.6 en el Reino Unido, de un total de pedidos de aproximadamente 3000 ejemplares. Además de Airco, se fabricaron lotes en Grahame-White, Kingsbury Aviation, Harland and Wolff, Morgan, Savages, Ransomes, Sims & Jefferies y Gloucestershire. En julio de 1917, Canadian Aeroplanes Ltd. construyó un único DH.6 como prototipo para la producción prevista en caso de que el suministro del Curtiss JN-4 (Can) resultara insuficiente, y fue el primer avión de diseño británico construido en Canadá. Al final, la prevista escasez de "Canucks" nunca se materializó y solo se construyó un ejemplar.

## Historia operacional
En 1917, el entrenamiento de los pilotos del RFC comenzó a recibir una revisión largamente esperada. La Escuela de Vuelo Especial en Gosport, Hampshire, fue fundada por el comandante Robert R. Smith-Barry con el objetivo de convertir a los instructores de vuelo en expertos especialmente entrenados, en lugar de confiar el papel a novatos que apenas habían completado su propio entrenamiento y a los pilotos operativos que estaban "descansando" para recuperarse de la fatiga de combate. El Avro 504K fue adoptado como avión de entrenamiento estándar a finales de 1917, y el DH.6 pasó a ser un avión excedente en lo que a entrenamiento se refiere.
A finales de 1917, unos 300 DH.6 fueron transferidos al RNAS para realizar patrullas antisubmarinas. Aunque estaba lejos de ser ideal para este trabajo, el modelo demostró ser sorprendentemente "marinero", y se sabe que flotaba hasta diez horas después de haber amerizado. Durante las operaciones, el entrenador, de baja potencia, no podía transportar a un observador y armamento. La mayor parte de las patrullas se realizaron en solitario, lo que permitía llevar una carga simbólica de bombas y una instalación de radio ligera, aunque las misiones de escolta de convoyes generalmente llevaban un observador que podía comunicarse con los barcos usando una lámpara Aldis. La inestabilidad "incorporada" diseñada para mantener alerta a un piloto estudiante resultó agotadora para los pilotos en patrullas largas sobre el agua, y se realizaron cambios experimentales a mediados de 1918 para mejorar la estabilidad. Entre ellos se incluyó la introducción de 25 cm de decalaje en las alas de cuerda y arqueamiento reducidos, con elevadores y timón más estrechos. Los DH.6 modificados según este estándar fueron denominados extraoficialmente "DH.6A".
El 31 de octubre de 1918, la RAF aún tenía en servicio 1050 DH.6.

### Apodos
Muchos aviones del RFC/RAF de este período recibieron apodos (algunos de los cuales, como los nombres "zoológicos" de los modelos Sopwith, alcanzaron un estatus semioficial), y el DH.6 tiene una variedad de epítetos humorísticos pero irrespetuosos. Probablemente las reacciones de los pilotos novatos fueron las que llevaron a llamarlo "mano de agarre". Los aviadores australianos pueden haber estado refiriéndose a su falta de velocidad cuando lo llamaron "skyhook", aunque también se ha mencionado la forma de los tubos de escape. Otros apodos para este modelo incluían "crab" (cangrejo), "clockwork mouse" (ratón mecánico), "flying coffin" (ataúd volador) y "dung hunter" (cazador de estiércol) (estos dos últimos debido a la forma de la cabina de madera contrachapada, que se pensaba que se parecía a un ataúd o a un inodoro exterior).

### Uso de posguerra y civil
No hubo lugar para el DH.6 en la RAF de posguerra, y los supervivientes fueron vendidos como excedentes. En 1919, muchos de ellos fueron a parar a operadores civiles, especialmente para realizar "viajes de placer". Algunos fueron exportados a Sudáfrica y los aviones con base en Point Cook se vendieron en Australia, donde continuaron volando hasta finales de la década de 1930.
Un ejemplar fue exportado a Nueva Zelanda para su uso de la Escuela de Vuelo de Nueva Zelanda de los hermanos Walsh, y voló allí por primera vez en febrero de 1920; sin embargo, fue dañado por un vendaval en agosto de ese mismo año y nunca fue reparado.
A partir de 1921 se construyeron bajo licencia en España alrededor de 60 aviones con motores Hispano-Suiza 8, fuselajes refinados que incluían cabinas separadas y conjuntos de timones y empenajes redondeados al "estilo De Havilland". Al menos algunos de ellos acabaron en el inventario de dos centros de entrenamiento de la Fuerza Aérea española.
Un DH.6 se convirtió en el primer avión a motor en ser propiedad de una Tropa de Scouts británica, cuando fue presentado por los 3rd Hampden (Middlesex) Scouts en 1921.

## Variantes
DH.6
Avión de entrenamiento biplaza.
DH.6A
Modificado para mejorar la estabilidad en las tareas de patrulla.

## Operadores
Argentina
- Sociedad Rioplatense de Aviación

 Australia
- Cuerpo Aéreo Australiano

 Grecia
- Servicio Aéreo Naval Helénico

 Nueva Zelanda
- Escuela de Vuelo de Nueva Zelanda

 España
- Fuerza Aérea Española

 Reino Unido
- Real Cuerpo Aéreo/Real Fuerza Aérea
- Real Servicio Aéreo Naval

## Especificaciones

### Características generales
- Tripulación: Dos (alumno e instructor)
- Longitud: 8,3 m (27,3 ft)
- Envergadura: 11 m (35,9 ft)
- Altura: 3,3 m (10,8 ft)
- Superficie alar: 40,5 m² (436,3 ft²)
- Peso vacío: 663 kg (1461,3 lb)
- Peso máximo al despegue: 920 kg (2027,7 lb)
- Planta motriz: 1× motor lineal V8 refrigerado por aire RAF 1a.
  - Potencia: 67 kW (92 HP; 91 CV)
- Hélices: Bipala de paso fijo, de madera
- Capacidad de combustible: 110 L[16]

### Rendimiento
- Velocidad máxima operativa (Vno): 110 km/h (68 MPH; 59 kt)
- Velocidad de entrada en pérdida (Vs): 64 km/h (40 MPH; 35 kt)
- Alcance: 2 h 45 min
- Régimen de ascenso: 1,1 m/s (224 ft/min)

### Armamento
- Bombas: 1 de 45 kg o carga similar en patrullas antisubmarinas[16]

## Aeronaves relacionadas

### Secuencias de designación
- Secuencia DH._ (interna de Airco): ← DH.3 - DH.4 - DH.5 - DH.6 - DH.9/DH.9A/DH.9C - DH.10 - DH.11 →